# Hochwald (Elsass)

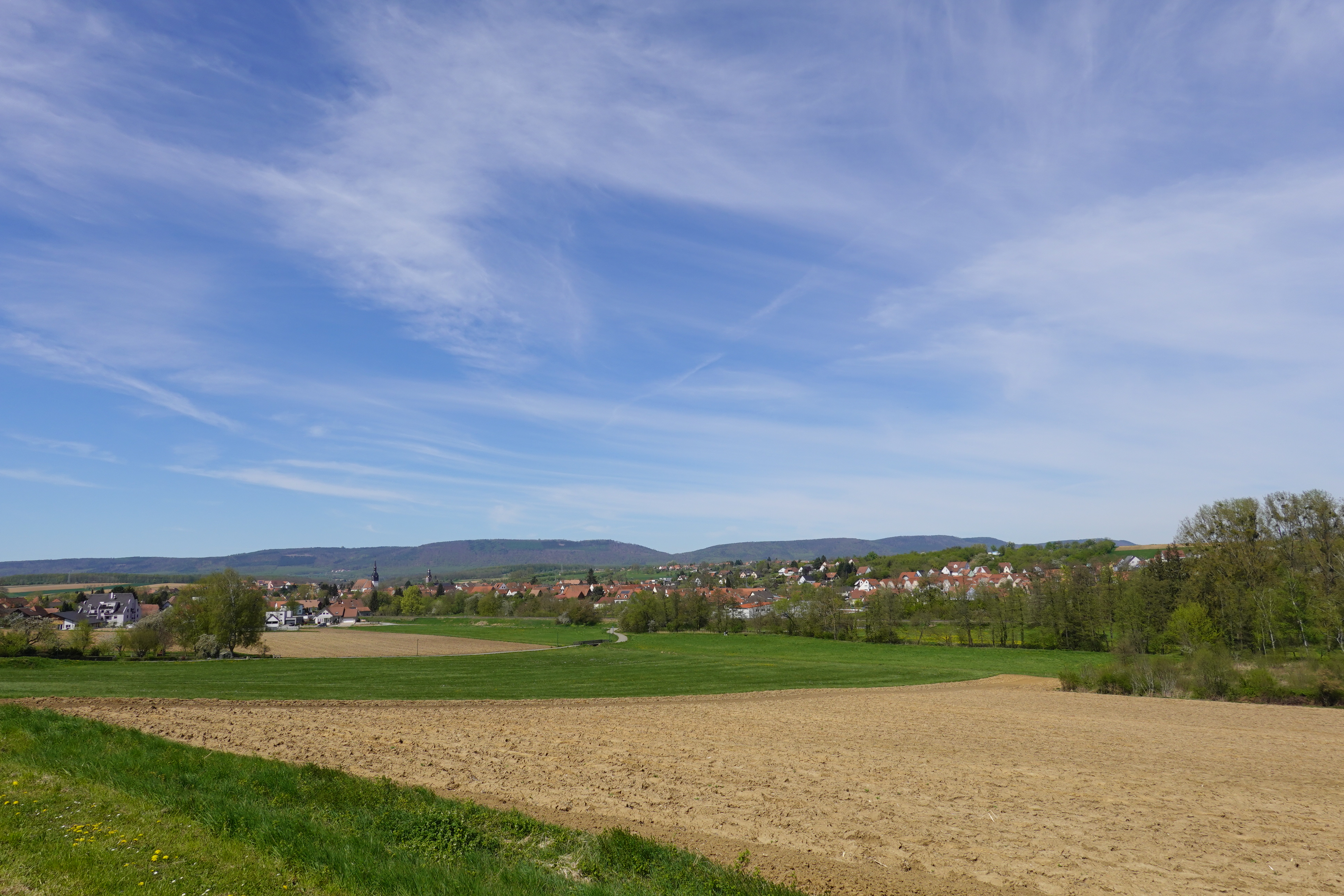
Hochwald von Soultz-sous-Forêts aus

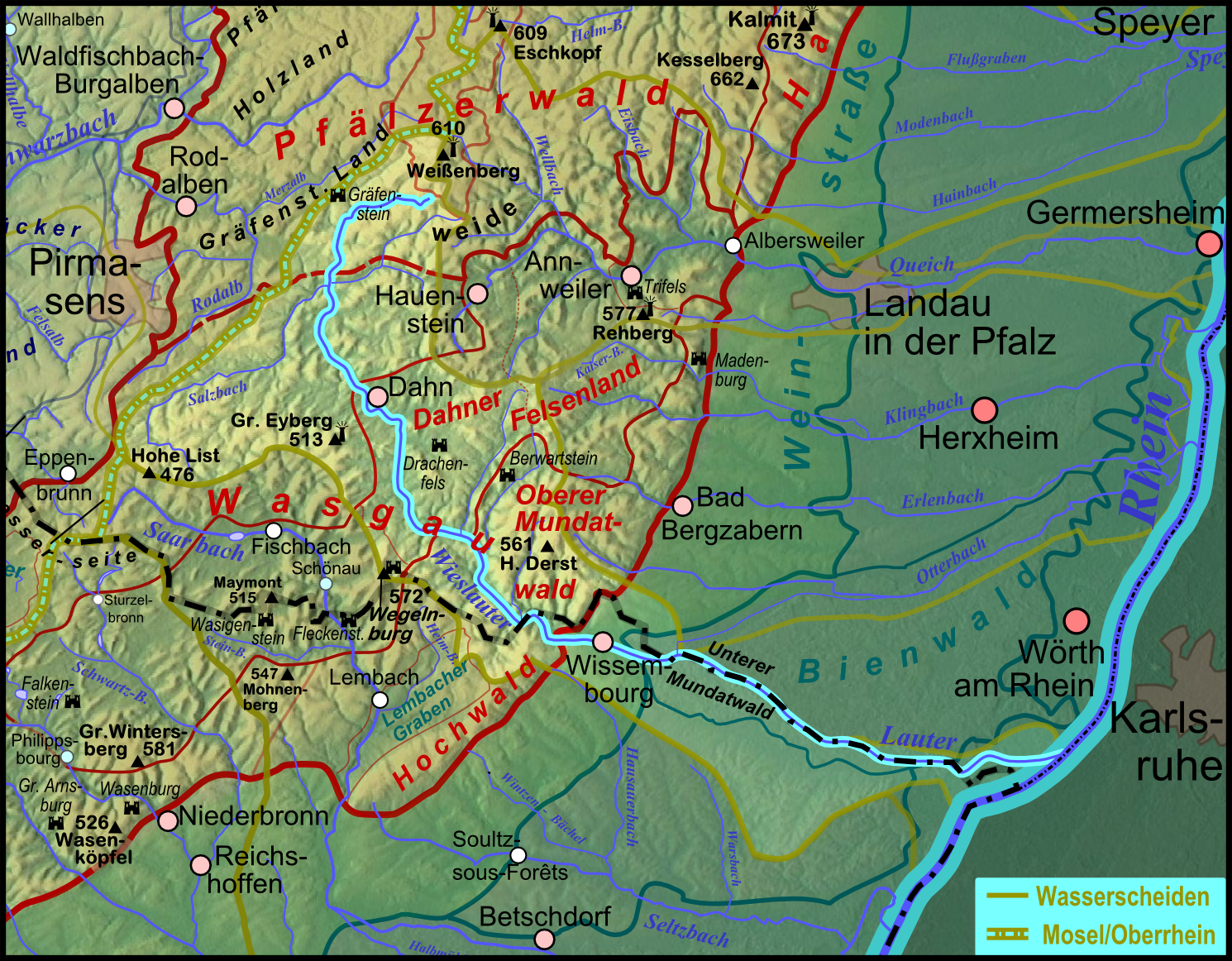
Der Hochwald südwestlich von Wissembourg

Der Hochwald ist ein bis zu 511 Meter hoher Höhenzug der Nordvogesen im französischen Département Bas-Rhin bei Wissembourg (Weißenburg). Naturräumlich stellt er den südöstlichen Teil des Haardtgebirges dar.

## Geografie
Topografisch markiert der Hochwald den Steilabfall der Mittelgebirgslandschaft Wasgau gegen die breite Talniederung des Oberrheingrabens. Im Norden hin schließt sich das Tal der Lauter an, das gleichzeitig zum einen die Grenze zwischen Frankreich und Deutschland (Rheinland-Pfalz) darstellt und zum anderen die geopolitische Grenze zwischen Nordvogesen und Pfälzer Wald (Mundatwald) repräsentiert. Im Westen wird er durch das Tal der Sauer und im Osten durch das Outre-Forêt begrenzt. Der Hochwald wird auf zwei Pässen durchquert: dem Col du Pigeonnier (432 m) unterhalb des Scherhols zwischen Wissembourg und Lembach und dem Col du Pfaffenschlick (371 m) zwischen Drachenbronn und Lembach.

## Geschichte
Es sind zwei prähistorische Siedlungen überliefert: der Kastelring oberhalb von Lampertsloch und der Keltenring zwischen dem Soultzerkopf und dem Col du Pfaffenschlick. Vom Kastelring sind noch Mauerreste erhalten, der Keltenring ist nur noch eine kleine Erhebung im Wald. Die moderne Besiedlung erfolgte erst ab dem 12. Jahrhundert, wie man an den Dörfern Climbach und Pfaffenbronn sieht.

## Sehenswürdigkeiten
Der Soultzerkopf ist der höchste Gipfel des Hochwalds und liegt an der südöstlichen Spitze. Man hat einen schönen Blick über die Oberrheinische Tiefebene bis zum Schwarzwald. Bei gutem Wetter kann man das Straßburger Münster sehen. Etwas unterhalb betreibt der Vogesen-Club eine Wanderhütte. Bis 2015 waren große Teile des Hochwalds militärisches Sperrgebiet (Ouvrage du Hochwald). 2021 wurde auf dem Hochwald ein Baumwipfelpfad eröffnet.